# 大野克嗣
大野 克嗣（おおの よしつぐ、Yoshi Oono）は、日本出身の物理学者。イリノイ大学教授。工学博士（九州大学）。

## 著作

### 日本語
- 『非線形な世界』（東京大学出版会、2009年）

### 英語
- Perspectives on Statistical Thermodynamics (Cambridge University Press, 2017)
- The Nonlinear World (Springer, 2011)